# Армазен
Армазен (порт. Armazém) — муниципалитет в Бразилии, входит в штат Санта-Катарина. Составная часть мезорегиона Юг штата Санта-Катарина. Находится в составе крупной городской агломерации Агломерация Тубаран. Входит в экономико-статистический микрорегион Тубаран. Население составляет 8674 человек на 2024 год. Занимает площадь 173,49 км². Плотность населения — 50 чел./км².

## История
Город основан 19 декабря 1959 года.

## Статистика
- Валовой внутренний продукт на 2003 составляет 37.986.983,00 реалов (данные: Бразильский институт географии и статистики).
- Валовой внутренний продукт на душу населения на 2003 составляет 5.287,72 реалов (данные: Бразильский институт географии и статистики).
- Индекс развития человеческого потенциала на 2000 составляет 0,795 (данные: Программа развития ООН).

## География
Климат местности: тропический.